# Wentylator promieniowy normalny

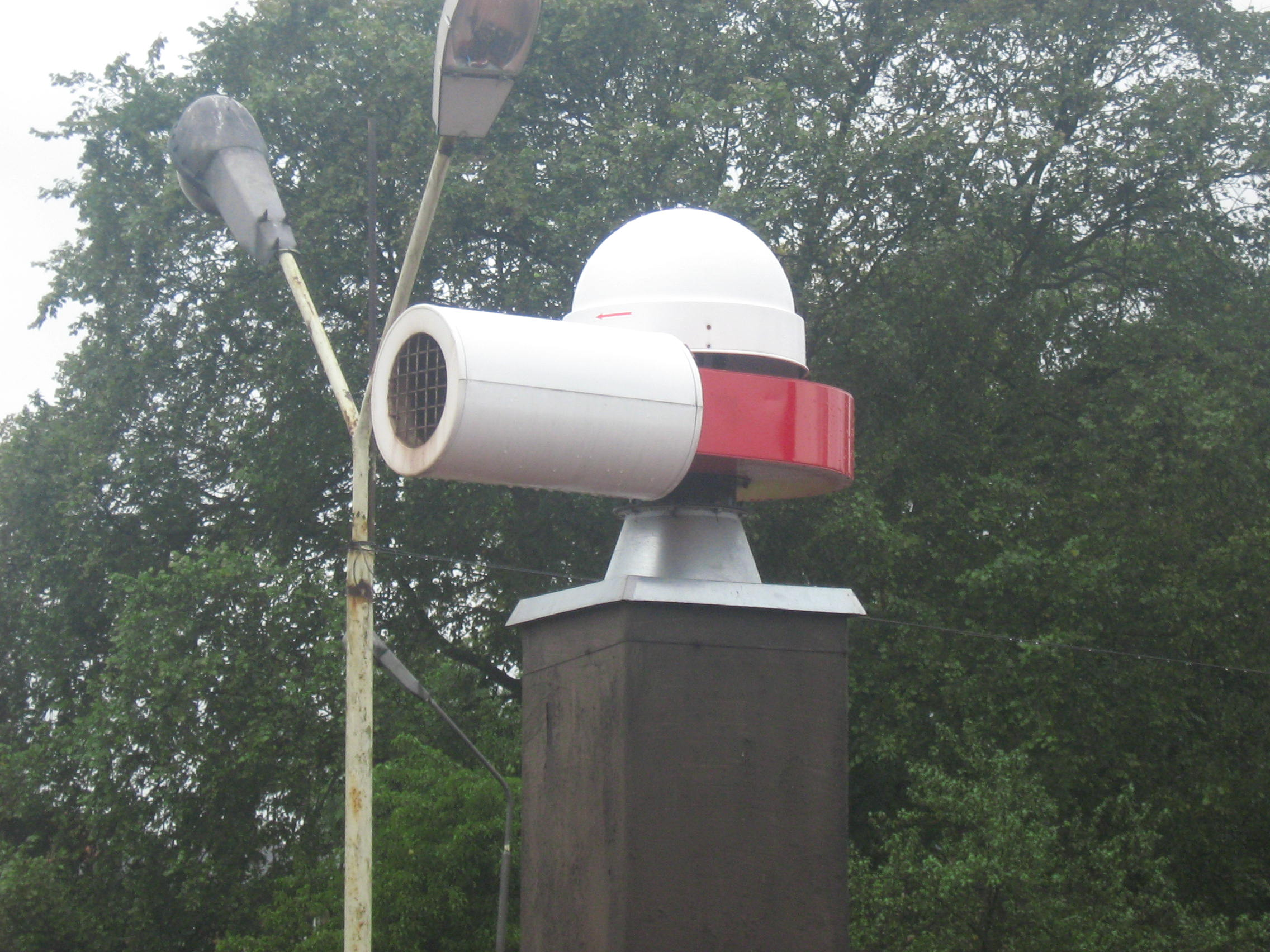
Wentylator promieniowy umieszczony na kominie spawalni

Wentylator promieniowy normalny – najbardziej typowa konstrukcja wentylatora promieniowego.
W konstrukcji przypomina dmuchawę lub sprężarkę promieniową. Odmienna konstrukcja kierownicy lub jej całkowity brak powoduje większy, niż w tamtych urządzeniach, udział energii kinetycznej w całkowitej energii gazu. Energia przekazywana jest do gazu na promieniowym kierunku przepływu. Najpierw napływ do wentylatora i wirnika jest osiowy dopiero w komorze wlotowej wirnika zmienia się na promieniowy - powietrze krąży w nim po promieniu kręcącego się wirnika. Gaz niezawirowany wpływa do odśrodkowego wirnika, w którym pomiędzy średnicą wlotową a wylotową występują różne prędkości obwodowe. Pojawia się wtedy efekt odśrodkowy, zwiększający przyrost ciśnienia. To zjawisko nie występuje w wentylatorach osiowych. Dzięki niemu wytwarzane jest wyższe ciśnienie. 
Wentylatory promieniowe znajdują zastosowanie w urządzeniach klimatyzacyjnych z powodu równomiernego strumienia wypływającego z ramki wylotowej obudowy oraz niskiego poziomu hałasu.
Wentylatory promieniowe produkuje się w różnych wielkościach, a ich parametry leżą w zakresie:
wydajność Q – 0,05 do 300 [m3/s]
spiętrzenie całkowite Δp – 0,2 do 13 [kPa]
sprawność η – 0,55 do 0,9.